# مینیچوو
مینیچوو (به صربی: Minićevo) یک منطقهٔ مسکونی در صربستان است که در کنگاژواتس واقع شده‌است. مینیچوو ۸۲۸ نفر جمعیت دارد.